# Drastrup Skov
Drastrup Skov er et ca. 300 hektar stort skov- og naturområde mellem Drastrup, Svenstrup og Frejlev,   omkring 6 kilometer sydvest for Aalborg. For at sikre grundvandsresourcerne begyndte Aalborg Kommune i 1996  med at opkøbe jord i området, med henblik på at etablere skov, og der indledtes et samarbejde med  statsskovdistrikt Himmerland, der overtog driften af arealerne, og stod for plantning og den fremtidige pasning af skoven. De tidligere landbrugsområder er nu plantet til med ny skov eller overgået  afgræsning og lignende, hvor der ikke gødes eller sprøjtes. Samtidig  skabtes nye rekreative tilbud tæt ved byen for   friluftsliv og naturoplevelser.
I forbindelse med FN's klimakonference 2009 plantede skolebørn fra Aalborg Kommune fire hektar klimaskov i området  i et projekt med navnet  ”Genplant Planeten”. 
Der er flere fortidsminder i skoven, bl.a. ligger i et åbent område i skoven den mere end 5000 år gamle  Ørnhøj Jættestue.  Jættestuen består af et gravkammer og en gang bygget af store sten og dækket af en cirka to meter høj og 12 meter bred høj. 

## Eksterne kilder og henvisninger
- Om Drastrup Skov Arkiveret 22. februar 2017 hos  Wayback Machine på naturstyrelsen.dk

|  | Denne artikel om lokaliteten Drastrup Skov kan blive bedre, hvis der indsættes et (bedre) billede. Du kan hjælpe ved at afsøge Wikimedia Commons for et passende billede eller lægge et op på Wikimedia Commons med en af de tilladte licenser og indsætte det i artiklen. |

56°59′32.65″N 9°49′22.77″Ø / 56.9924028°N 9.8229917°Ø